# 伊罗生

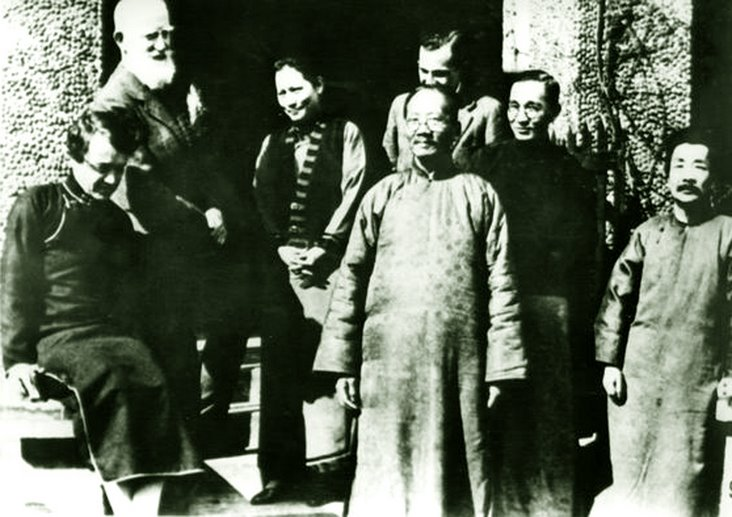
1933年萧伯纳访问上海时，宋庆龄在寓所宴请萧伯纳，作陪者有鲁迅、蔡元培、史沫特莱、林语堂、伊罗生，七人在寓所阳台上留下合影。由杨杏佛拍摄。自左至右：史沫特莱、萧伯纳、宋庆龄、蔡元培、伊罗生（后排）、林语堂、鲁迅

伊罗生（1910年—1986年）美国纽约曼哈顿西区人。美国作家、记者、政治学家。

## 生平
伊罗生生于美国曼哈顿西区的上流家庭，是立陶宛犹太人后裔、房地产大王之子。1930年，毕业于美国哥伦比亚大学。1931年来到中国，在《大美晚报》（Shanghai Post)）任职。此后又转到《大陆报》（China Press）任职，为毕业于哥伦比亚大学新闻学院的董显光工作。在此期间，伊罗生结识了中共地下党员陈翰笙、支持共产党的美国记者史沫特莱等人。当伊罗生准备从《大陆报》辞职时，史沫特莱介绍他结识了来自南非的弗兰克·格拉斯（Frank Glass），中文名李福仁。李福仁是南非共产党创始人之一，后因对党内斯大林分子不满，并同情托洛茨基，而被南非共产党清除出党。后来李福仁到中国上海，和史沫特莱成为朋友。伊罗生结识李福仁后，二人结伴乘船上溯长江直抵重庆、成都等地。此行伊罗生不仅深入中国内地考察中国社会，而且从李福仁处接受了共产主义思想教育。
后来伊罗生在上海创办英文《中国论坛》杂志。1932年1月3日，伊罗生张贴出《中国论坛》创刊启事。1932年1月13日，第一期出版。《中国论坛》的部分经费由上海的中共党组织提供，伊罗生也拿出部分薪水作为补贴。他还兼任法国哈瓦斯通讯社驻上海通讯员。在上海期间，与埃德加·斯诺、史沫特莱、鲍威尔等人来往密切，并与鲁迅、夏衍、周扬、杨潮等左翼文化人多有来往，由茅盾取中文名“伊罗生”。1932年10月，陈独秀（中共前最高领导人）等托派分子被国民政府逮捕，并判处长期徒刑之后，中共不许伊罗生写文章为陈独秀辩护，却要求伊罗生写文章攻击陈独秀，伊罗生不肯写，令中共不快。1932年12月，中国民权保障同盟成立，伊罗生任临时中央执行委员会委员。北平监狱的中共党员薄一波、刘澜涛、刘尊棋等人从《中国论坛》上得知中国民权保障同盟成立的消息，中共狱中支部决定由刘尊棋执笔写英文信给伊罗生并转中国民权保障同盟，揭露监狱的恶劣条件，中国民权保障同盟随即派员到北平监狱进行了调查。1933年11月的《中国论坛》上，伊罗生为十月革命16周年纪念日写的文章里未提到斯大林，导致他和尊崇斯大林的上海中共地下党组织关系恶化。上海中共地下党组织停止对《中国论坛》提供经费，伊罗生乃将《中国论坛》移交给李福仁，自己携妻子维奥拉（Viola）赴北平。
在北平，伊罗生准备研究江西苏区。1934年秋，在和妻子维奥拉完成中国小说集《草鞋脚》编选后，他开始研究江西苏区，为此他需要一名翻译，李福仁向他推荐了刘仁静（托派分子）。刘仁静在上海便和伊罗生认识。伊罗生夫妇在北平安顿后，刘仁静携妻子、两个孩子及所有托洛茨基交给刘仁静的材料，搬到伊罗生夫妇在大羊宜宾胡同一号的四合院。在翻译江西苏区资料的过程中，伊罗生和刘仁静受到北平地下组织帮助。1935年3月，准备去南方的刘仁静和妻子、孩子在北平火车站被捕，因为在例行行李检查中，警察发现了中国共产党的小册子，这是刘仁静粗心放在行李中的。经北平协和医学院一位美方负责人蒲爱德疏通，刘仁静的妻子和孩子很快获释。刘仁静本人则一直被关押在南京监狱，直到1937年抗日战争爆发，南京国民政府迁往武汉时才获释。
1934年春，李福仁、伊罗生二人联合了刘仁静（列尔士）及与刘仁静接近的四个年轻人，试图重建中国托派的领导机关。他们曾和陈其昌等人商议合作，但由于政见不同（主要是对陈独秀的态度不同。刘仁静等人抨击陈独秀的“机会主义”及对中国工农红军的看法等，陈其昌等人则认为对陈独秀错误的批评早就结束了）而未能实现。1935年1月23日，刘仁静等人在上海召开了一次会议（刘仁静本人未列席），选举刘仁静、斯朝生、刘家良、扈焕之、王叔本为委员，成立新的中央委员会（此节根据伊罗生1935年8月3日在巴黎向国际书记处所作口头报告的记录）。该委员会开除了陈独秀、陈其昌以及出狱不久的尹宽。同年3月，刘仁静在北平被捕，不久，四位年轻领导人也在上海被捕。该委员会随之瓦解。
刘仁静被捕后，伊罗生感到了危险。1935年6月，伊罗生夫妇带着十箱档案资料及已完成的部分手稿，从上海乘邮轮去法国马赛，从马赛开始欧洲之行。在巴黎，伊罗生访问法国的共产国际代表艾伯特·特雷特（Albert Treint），并拜会了一些托派分子，还在法国国家图书馆研究中国大革命。伊罗生试图在法国国家图书馆寻找共产国际《国际新闻通讯》（Inpercorr）某期刊登的斯大林1927年4月5日发表的有关中国大革命的演讲记录，斯大林在演讲中反驳托洛茨基对斯大林支持蒋介石的批评，但4月12日蒋介石就发动了四一二政变。由于斯大林事后销毁证据，法国国家图书馆正好缺少这期《国际新闻通讯》。伊罗生随后又到英国伦敦大英图书馆寻找，这一期也没有。在此期间，伊罗生夫妇从利物浦乘船到挪威看望托洛茨基，伊罗生和托洛茨基自此结下友谊并延续多年。
后来，伊罗生夫妇回到美国，住在纽约曼哈顿东区南部的公寓。伊罗生受聘任法新社翻译。在纽约公共图书馆，伊罗生发现《国际新闻通讯》刊登的那篇斯大林演讲已被剪走，显然这是遵照斯大林命令，由在纽约的党的积极分子剪走。最后，伊罗生从马克斯·沙克曼（Max Schachtman）处找到了这份演讲，沙克曼是在纽约的托派领导人。伊罗生随后写成了《中国革命的悲剧》一书，其中引用了斯大林的这段演讲。二战期间，伊罗生作为记者曾再度来华，到重庆采访，但未能获准访问延安。1943年到1950年，伊罗生任美国《新闻周刊》副主编。1953年，伊罗生进入麻省理工学院，1953年到1965年任国际研究中心副研究员，1965年起任政治学教授。伊罗生在鲁迅、茅盾帮助下编选翻译的《草鞋脚》，1974年由美国麻省理工学院出版社出版。伊罗生当即给茅盾寄出一本《草鞋脚》，但被退回并标明地址不详。伊罗生整理出鲁迅、茅盾给他的信，由于无法与中国大陆取得联系，便将信捐给了美国的一家图书馆。
中华人民共和国成立后，宋庆龄曾建议邀伊罗生夫妇访华，但未能如愿。中华人民共和国成立后很长时间内，伊罗生被官方从历史中刻意屏蔽。1933年萧伯纳访问上海时，宋庆龄在寓所宴请萧伯纳，作陪者有鲁迅、蔡元培、史沫特莱、林语堂、伊罗生，这七人在寓所阳台上留下合影。但在文革前和文革期间发表该合影时，经技术处理仅留下五人，林语堂和伊罗生都被删除。
1980年夏，两位中国朋友来到伊罗生家，给他带来两本中国出版的《新华月报》，其中刊登了他捐给美国图书馆的鲁迅的信。他当即致信宋庆龄，说自己将在10月访问日本，询问有无可能邀请他们夫妇访华。动身赴日本前夕，中国作家协会通知伊罗生，邀请伊罗生夫妇作为中国作家协会的客人访问中国。1980年10月13日，伊罗生夫妇从东京抵达北京，10月15日会见宋庆龄，同日会见丁玲。10月16日会见茅盾，10月17日会见刘尊棋。伊罗生夫妇还到上海访问。回美国后，伊罗生写下了《Re-Encounters in China》（重访中国）一书，介绍了应邀访问中国的过程。
1986年7月9日，伊罗生在美国波士顿逝世。

## 著作
- Five years of Kuomintang reaction 国民党反动的五年(editor) (1932)
- The Tragedy of the Chinese Revolution 中国革命的悲剧(1938年)
  - 中國革命的悲劇（东亚丛书第11种），劉海生译，香港：和记印刷有限公司，1973年
- New cycle in Asia: selected documents in major international development in the Far East, 1943-1947(editor) (1947)
- Two-thirds of the world : problems of a new approach to the peoples of Asia, Africa, and Latin America(1950)
- Africa : new crisis in the making (1952)
- Scratches on our minds: American images of China and India (1958)
- Emergent Americans: a report on "Crossroads Africa."(1961)
- The new world of Negro Americans (1964)
- India's ex-Untouchables (1965)
- American Jews in Israel (1967)
- No peace for Asia 亚洲殊无和平 (1947)
- Images of Asia: American views of China and India 心影录——美国人心目中的中国和印度的形象 (1972)
  - 美国的中国形象，于殿利、陆日宇译，中华书局，2006年（节译本）
- Straw sandals: Chinese short stories, 1918-1933 草鞋脚，1918—1933年中国短篇小说 (editor)(1974)
- Idols of the tribe: group identity and political change 群氓之族——群体认同与政治变迁 (1975)
  - 群氓之族：群体认同与政治变迁，邓伯宸译，广西师范大学出版社，2008年
- Power and identity: tribalism in world politics (1979)
- Re-encounters in China: notes of a journey in a time capsule (1985)

## 家庭
- 妻：维奥拉（Viola R. Isaacs）
- 子：阿诺德（Arnold R. Isaacs），美国记者与东南亚学者。

## 延伸阅读
- Peter Rand, China hands: the adventures and ordeals of the American journalists who joined forces with the great Chinese revolution, Simon & Schuster, 1995.